# Едвард Хочевар
Едвард Хочевар (31. мај 1926. – 1. фебруар 1998) био је југословенски и словеначки фудбалер.
Играо је на позицији нападача. Наступао је за Партизан у Југословенској првој лиги. Такође је играо за љубљанску Олимпију у Југословенској другој лиги, у сезони 1958/59.
Хочевар је одиграо једну утакмицу и постигао један погодак за југословенску репрезентацију, у пријатељској утакмици против селекције Данске 28. маја 1950. (победа 5 : 1).